# The Mallee

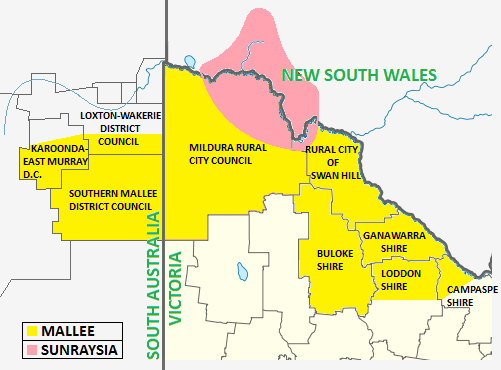
Carte de localisation de The Mallee

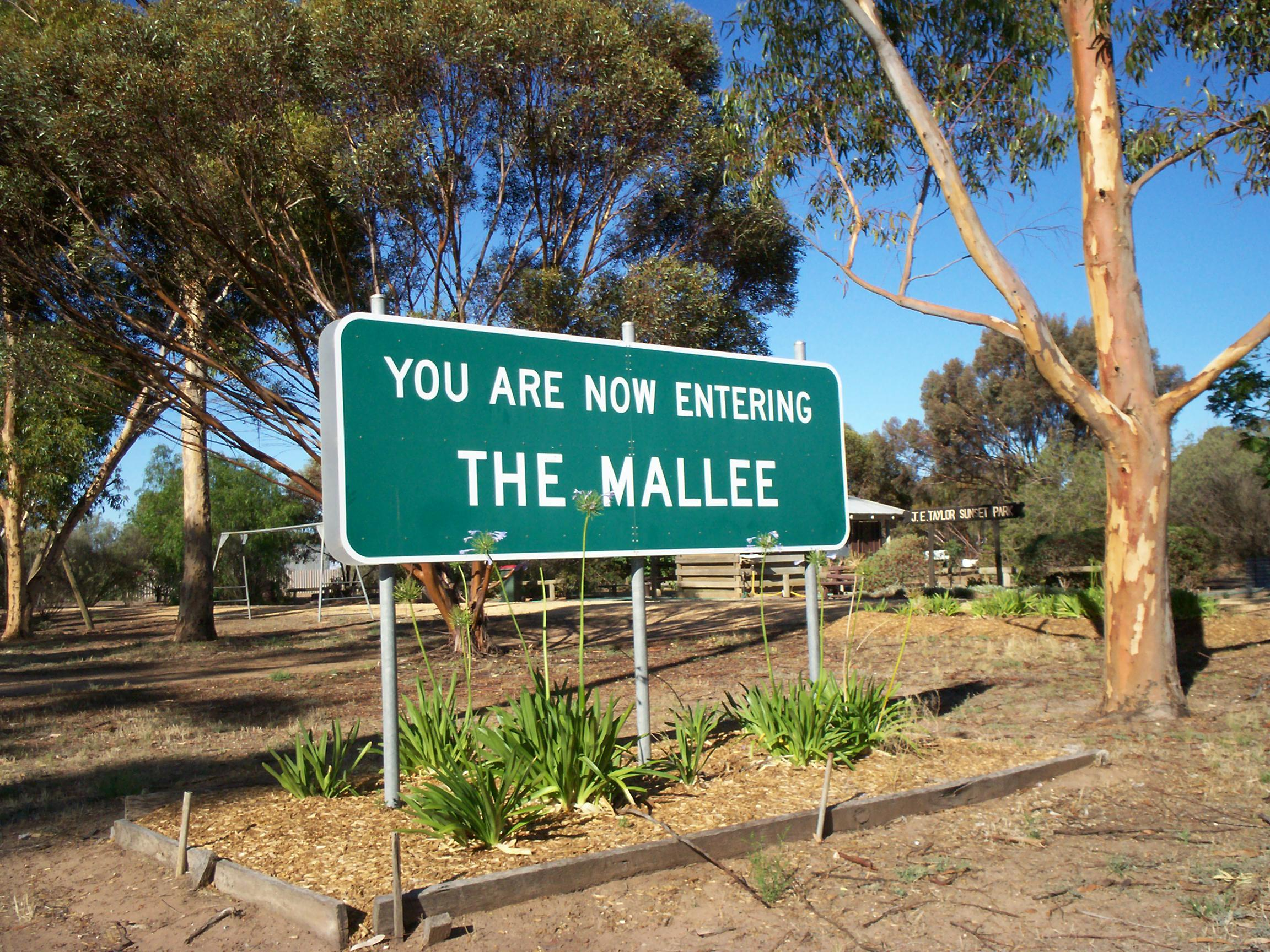
Panneau d'entrée dans The Mallee sur la Sunraysia Highway.

La région dite The Mallee, en Australie, est à cheval sur les états du Victoria et d'Australie-Méridionale : elle englobe le district le plus au nord-ouest du Victoria ainsi que le district agricole d'Australie-Méridionale. La partie de cette région incluse dans le Victoria, correspond aux  zones d'administration locale de bourg de Mildura, bourg de Swan Hill, comté de Gannawarra et comté de Buloke telles que définies selon l'Australian Standard Geographical Classification définie par le Bureau australien de la statistique.
Une autre définition identique à la précédente est que The Mallee est la partie du Victoria sous la dépendance des villes de Mildura et de Swan Hill. 
La circonscription de Mallee à la Chambre des représentants du Parlement d'Australie, couvre les régions de The Mallee et de The Wimmera. 

## Géographie et climat
Le Mallee est une région de plaine. Pendant de longues périodes géologiques, la région était entièrement occupée par l'océan. Aussi, la plus grande partie de la Mallee est composée de dunes de sable apporté par les vents venant de l'intérieur de l'Australie au cours des périodes glaciaires du Quaternaire. Les sols sablonneux sont généralement stériles : les meilleurs sont les dunes de sable rose ou beige de l'est de la région où l'on trouve un peu de limon et où on peut faire pousser du blé et de l'orge grâce à l'emploi de superphosphate et autres engrais. Dans l'ouest de la région, les sols ne sont pas consolidés, sont encore moins alcalins que dans l'est et ne sont généralement pas en mesure de supporter toute culture céréalière. 
La région n'a pas de système de drainage de surface : l'important développement du système radiculaire et la porosité des sols sablonneux font que toute l'eau de pluie est utilisée sur place par les plantes et que tout excès d'eau d'une année exceptionnellement humide sert à recharger les nappes d'eaux souterraines qui ont tendance à être très salées. Les eaux de la Wimmera se dirigent vers le sud et le lac Hindmarsh, et, très rarement (en 1918, 1956 et 1975), les inondations ont amené de l'eau vers le nord. Le Murray est la seule source d'eau douce de la région et, par conséquent, soumis à des prélèvements importants pour une irrigation intensive. 
Le climat de la région est le plus chaud et le plus sec du Victoria en raison de sa situation géographique intérieure, certaines régions ayant même un climat semi-aride. Les seules pluies reçues par la région proviennent des plus grands systèmes frontaux ou occasionnellement, de la pénétration d'air tropical en été. La moyenne annuelle des précipitations montre bien des gradients progressifs nord-sud et basses-hautes altitudes : Mildura Post Office, 34° 11′ S, 142° 12′ E, altitude 54 m, est la station climatique la plus aride suivie par le Bureau of Meteorology of the Australian Government, avec une moyenne des précipitations annuelles de 267,9 mm par an sur la période 1889-1949. La plupart des statistiques météorologiques du monde entier avant le milieu du vingtième siècle sont sujettes à caution : on aurait ainsi enregistré les extrêmes suivants pour cette station, 50,7 °C le 7 janvier 1906; et -5,0 °C le 25 mai 1904. Les températures maximales moyennes de janvier et février sont de 32,7 °C et celle de juillet est de 15,4 °C. La température minimale moyenne de juillet est de 4,4 °C. Le gel n'est donc pas inconnu. Hopetoun, situé à environ 190 km au sud, reçoit environ 370 mm de précipitations annuelles. Les variations d'une année à l'autre sont cependant assez élevées : en 1973, la région a reçu en moyenne 650 millimètres de pluie, mais seulement 115 millimètres en 1982.

## Population et économie

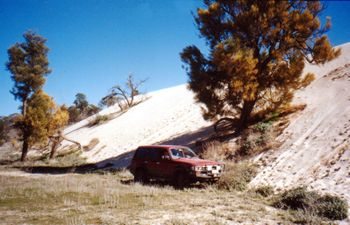
Dune dans le parc national de Wyperfeld

Le Mallee a une population totale de 93 415 habitants (est. 2006), dont la plupart vivent à proximité du Murray, dans les deux villes de Mildura et Swan Hill. Ces deux villes et les points de peuplements environnants abritent plus des deux tiers de la population de la région. Hopetoun, Ouyen et Birchip sont les grandes villes dans le sud. 
The Mallee est principalement une région agricole : à l'exception du sel en provenance de certains lacs éphémères, il n'y a pas de gisements de minéraux de valeur et l'industrie est généralement menée sur une petite échelle et limitée à la transformation des aliments. Le blé et l'orge sont très cultivés sur les sols les moins stériles dans le sud de la région, mais les engrais, en particulier les superphosphates sont essentiels pour la réussite des cultures et le rendement céréalier de la région n'est que le quart de la plupart des régions de l'Europe ou de l'Amérique du Nord. Les années de sécheresse, il peut être de moins d'un vingtième de ces autres régions. 
L'arboriculture s'est développée de plus en plus le long du Murray et, à l'heure actuelle, a supplanté la culture de céréales comme principale source de revenus de la région. Les oranges et les raisins sont particulièrement importants pour l'économie de la région qui produit une grande partie du vin du Victoria même si la plus grande partie de celui-ci est de qualité courante. La production laitière est possible dans les pâturages irrigués et est importante dans le sud de la région mais est menacée par sa forte demande en eau et l'extrême rareté de l'eau dans le bassin Murray-Darling. 
Le tourisme est aussi une importante source de revenus. Mildura et Swan Hill hébergent un certain nombre d'entreprises axées sur le tourisme avec un certain nombre d'attractions et festivals créés pour attirer les touristes. Le Murray lui-même est également une source touristique importante, de nombreuses personnes venant sur ses bords pour la pêche ou les promenades en bateaux. Les nombreux parcs nationaux de la région : Wyperfeld, Hattah-Kulkyne et Murray Sunset, les zones sauvages, les forêts et autres parcs au bord de l'eau sont également de grandes zones d'attrait.

## Le Léipoa ocellé
Vivant presque exclusivement dans cette région du Victoria, les Léipoas ocellés sont de grands oiseaux vivant sur le sol mais pouvant se percher dans les arbres et qui ont besoin d'importantes zones de broussaille pour vivre.